# Ленкорань-Астаринский экономический район

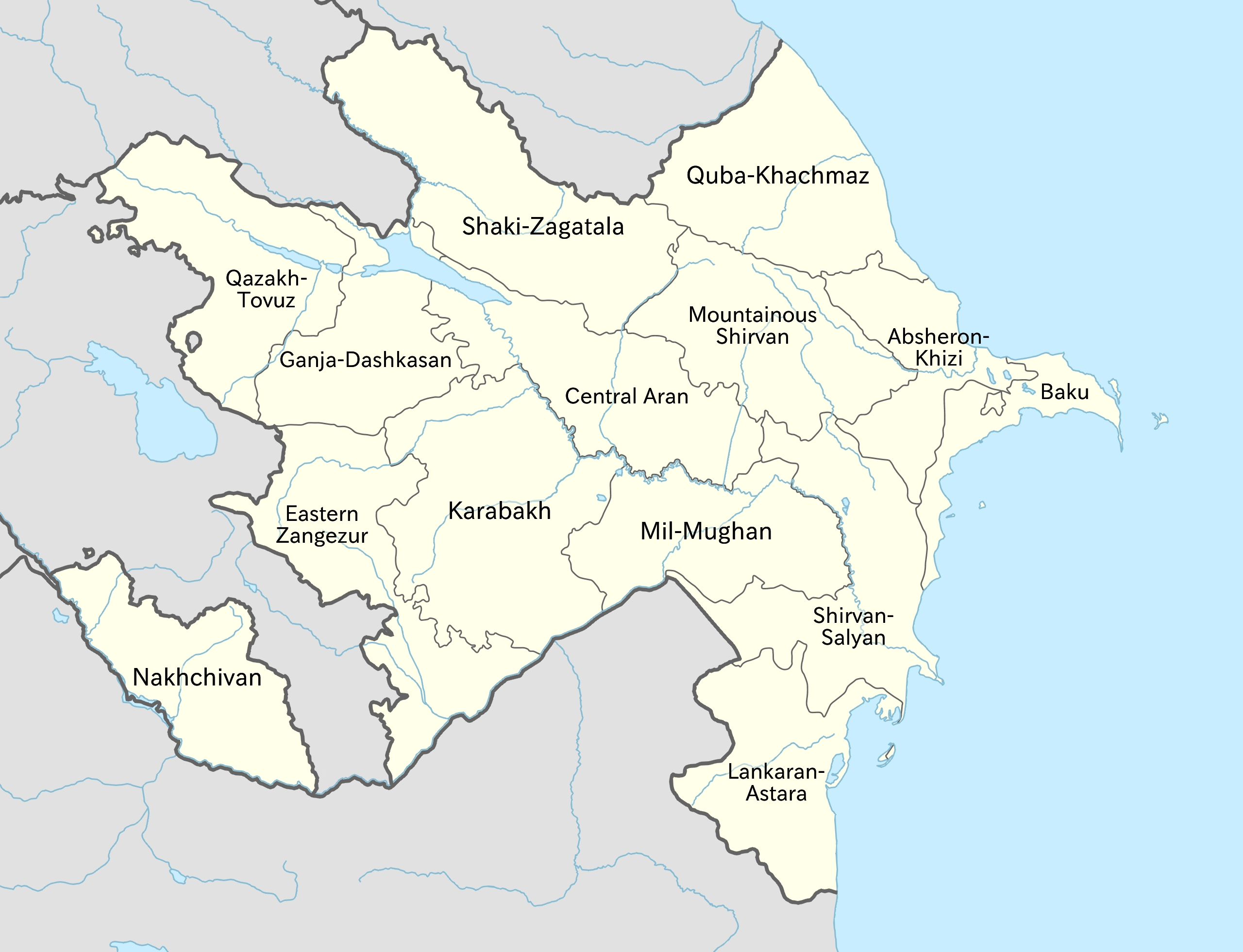
Карта экономических районов Азербайджана (июль 2021)

Ленкорань-Астаринский экономический район  (азерб. Lənkəran-Astara iqtisadi rayonu) — один из экономических районов Азербайджана.

## Общие сведения
Район включает  административные районы Астаринский, Лерикский, Джалильабадский, Масаллинский, Ярдымлинский и Ленкоранский. 
Площадь — 6070 км² (составляет 7 % от общей площади республики). 
В экономическом районе насчитывается 8 городов, 6 районов, 13 населенных пунктов и 642 села. В области функционируют 182 муниципалитета. Каждый административный район был создан в советский период Указом Верховного Совета Азербайджанской ССР от 8 августа 1930 года. Те же административные округа остались после обретения Азербайджаном независимости. Каждый административный округ возглавляет глава исполнительной власти, назначаемый Президентом Азербайджана. 
До 7 июля 2021 года район назывался Ленкоранским экономическим районом. 7 июля 2021 года принят указ «О новом разделении экономических районов в Азербайджанской Республике», в соответствии с которым району присвоено текущее название.  

В 2022 году в районе действовало 21 648 субъектов малого и среднего бизнеса, в 2023 году — 24 146.  

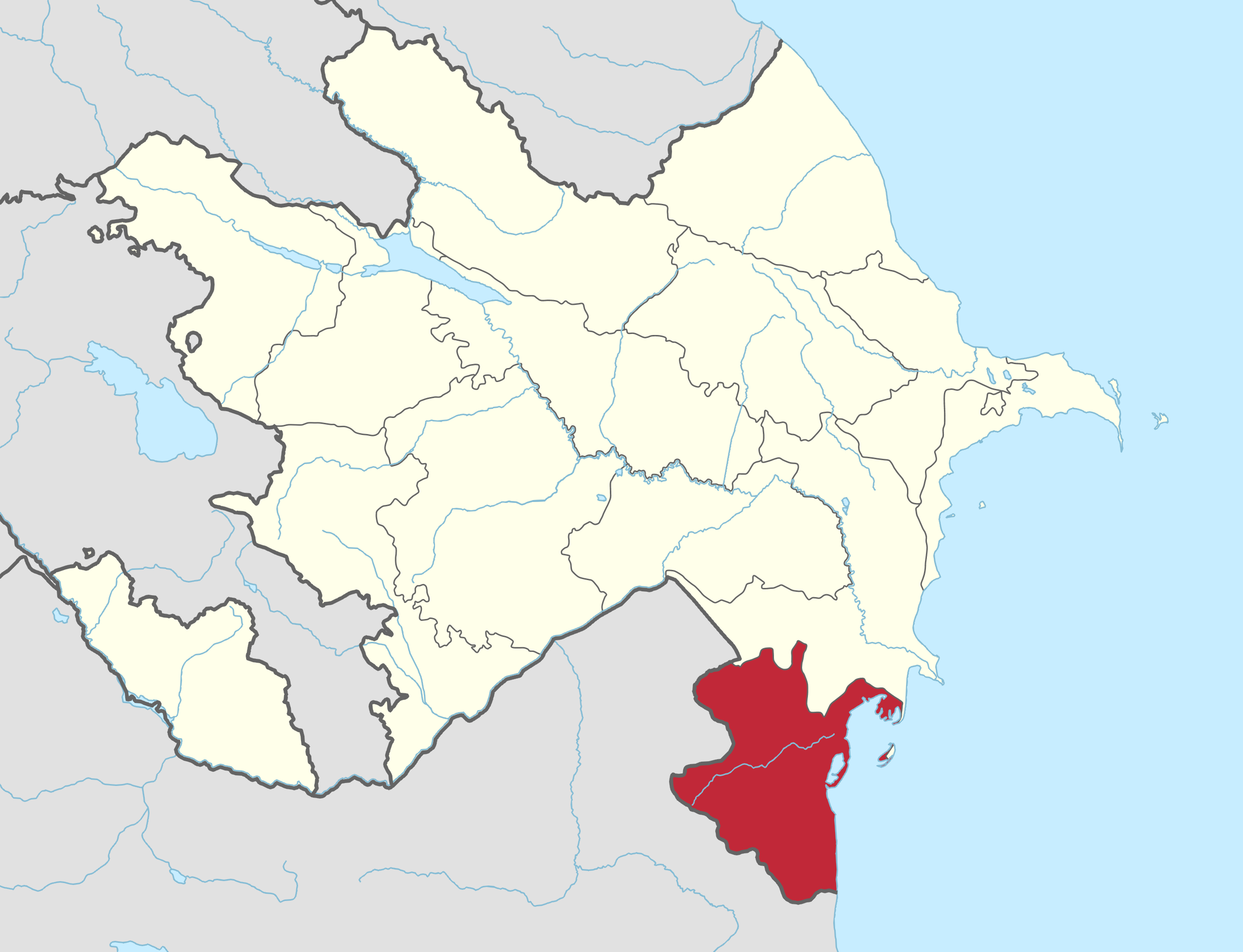
Ленкоранский экономический район до 7 июля 2021 года (закрашен красным)

## География
По рельефу местности район делится на 2 части — Ленкоранскую низменность и Талышские горы. 
Талышские горы в западной части и близость Ленкоранской низменности к Каспийскому морю обеспечивают разнообразный климат. Лето жаркое и в основном сухое. Средняя температура июля составляет 24-26 °C. Абсолютная максимальная температура составляет 37-41 °C. 
Зима очень мягкая. Средняя температура января составляет +3,5 -+8 °C. Абсолютная минимальная температура составляет в Астаре -5, в Масаллы -9, в Ленкоране - 7, в Лерике -15 °C. Количество снежных дней составляет от 10 до 30. 
В горных районах лето относительно прохладное; средняя температура июля 19-20 ° С.
Ленкоранский экономический район имеет густую речную сеть. Реки района питаются в основном дождевой водой. На реках построено несколько водохранилищ для снабжения района питьевой и поливной водой. Крупнейшим водохранилищем является Ханбуланчай, построенное в 1977 году.
Район имеет различный почвенный покров. На Талышской низменности преобладает желтая почва. Равнинно-предгорная зона покрыта лесной почвой. В Талышских горах распространены бурые горно-лесные и горно-луговые почвы. Коричневые горно-лесные почвы образуются в сухом и теплом климате (общее количество осадков 400 мм, среднегодовая температура 14° С). Эти земли распространены в среднегорной и предгорной зоне на высотах 600—1200 м.
Желтые почвы в Азербайджане распространены только в предгорьях данного района и занимают 157,1 тыс. гектар, или 1,8% всех земель региона. Эти земли сформированы в средиземноморском типе влажного субтропического климата со средней годовой температурой 15 °C и годовым количеством осадков 1300-1900 мм. Большая часть осадков выпадает в осенние и зимние сезоны. Желтые почвы покрывают леса каштанового дуба гирканского типа.

## Природные ресурсы
В районе есть песок, глина, гипс, мрамор, а также минеральные воды и леса. 
26 % территории района покрыты лесами. Экономический район характеризуется одним из регионов с густым лесным покровом. 25,3% площади лесов находится на территории Астары, 24,4% — в Лерике и 20% в Ленкоранском административном районе. В лесах региона преобладают каштановый дуб, шёлковая акация.
Минеральные источники экономического района имеют лечебные свойства. В Астаринском регионе расположено до 20 минеральных источников. Температура воды в этих источниках составляет 35-50 °С. В состав таких источников, как Ленкорань, Ашагы Ленкорань, Хавзава, Нафтони, Мешешу, Ибадису и других в Ленкоранском административном районе много серы и минералов, которые важны для лечения. На территории Масаллинского, Лерикского, Ярдымлинского административных районов также имеется множество минеральных источников, которые используются в лечебных целях.
На территории Ленкоранского экономического района расположен Кызылагаджский заповедник, где зимуют разные птицы, Гирканский национальный парк и Зувандский заповедник богаты реликтовыми растениями.
Кызылагаджский заповедник создан в 1929 году. Его площадь составляет 88 000 гектар. В заповеднике обитают лебеди, гуси, утки, колпица, золотой гусь, цапля. 
Гирканский национальный парк создан в 1936 году. Его площадь составляет 2,9 тысячи гектаров. В заповеднике преобладают реликтовые растения — железное дерево, каштановый дуб, каспийский лотос. 
Зувандский заповедник расположен на территории Ярдымлинского административного округа. Площадь  заповедника составляет 15 тысяч гектаров. В заповеднике обитает горный козёл.

## Население
Население — 927,7 тыс. чел. (на начало 2018 года), что составляет 9,3 % от населения страны. Плотность населения —153 чел./км2. Основное население составляют азербайджанцы и талыши. Проживают также русские.
| Год         | 2010  | 2013  | 2014  | 2015  | 2016  | 2017  |
| Численность | 843,2 | 880,4 | 893,3 | 905,9 | 917,8 | 927,7 |

## Промышленность
До 90 % промышленности составляет переработка сельскохозяйственной продукции. Пищевая промышленность производит 90% промышленной продукции региона. 
Осуществляется переработка рыбы (Нариманабадский рыбный комбинат, Ленкоранский рыбоконсервный завод), производство чая, плодоовощных консервов. Функционируют предприятия мясной, молочной, сыроваренной и хлебопекарной отраслей. Получила развитие птицеводческая отрасль.
Производятся строительные материалы. Действуют производство мебели, ремонт автомобилей, сельскохозяйственных машин, приборостроение, техническое обслуживание и ремонт сельскохозяйственной техники. В Ленкорани развито птицеводство.
89,7% промышленной продукции экономического района производится в Масаллинской, Ленкоранской и Астаринской областях.

## Сельское хозяйство
Основными сельскохозяйственными отраслями региона являются выращивание чая, зерноводство, овощеводство и виноградарство. Экономический район производит 99% производимого в стране чая, 27% овощей, 15% зерна, 24% картофеля, 13% винограда, 10% общего количества фруктов в Азербайджане. Равнинные районы Ленкорани, Масаллы и Астары специализируются на выращивании чая, овощных и бахчевых плантациях. В Джалилабадской области развито виноградарство. В регионе также растут цитрусовые.

## Инфраструктура
Транспортная инфраструктура: железная дорога Баку — Астара и параллельная ей автомобильная дорога играют важную роль при перевозке грузов и пассажиров в Иран. В Ленкорани действует аэропорт.
Железнодорожная линия Баку — Астара была построена до иранской границы в 1941 году. Параллельно с железной дорогой проходит международная магистраль. Через эти дороги осуществляется транзит товаров России и Ирана.

## Туризм
Обилие холодных и горячих минеральных вод, природный ландшафт, климат, а также развитая транспортная сеть обусловили развитие курортов и туристических баз. В районе действуют Ленкоранская туристическая база и лечебница Мешасу.